# Antoni Calvó-Armengol
Antoni Calvó-Armengol (Escaldes-Engordany, Andorra, 1970 - Barcelona, 3 de novembre de 2007) era doctor en economia, enginyer i diplomàtic andorrà.
El 1992 acabà els seus estudis d'Enginyeria de Camins, Canals i Ports a la École Polytechnique, a Paris, i obtingué un doctorat en economia l'any 2000 a la Universitat Pompeu Fabra de Barcelona. Des de l'any 2005 era professor d'economia a la Universitat Autònoma de Barcelona.
Antoni Calvó-Armengol ha centrat els seus treballs en l'àmbit de les xarxes socials, on ha estudiat els efectes que aquestes produeixen en el mercat del treball. A més, també ha estudiat els efectes de les xarxes socials sobre la criminalitat.
El 1999 rebé el Premi al millor economista jove (Young Economist Award) que atorga la European Economic Association.
Va ser ambaixador d'Andorra a tots els organismes internacionals amb seu a Ginebra.
D'ençà de l'any 2008, la Barcelona Graduate School of Economics, en col·laboració amb el Govern d'Andorra i la Fundació Crèdit Andorrà, concedeixen cada dos anys en honor seu el Premi Internacional d'Economia Calvó-Armengol. El premi es concedeix a un investigador en economia o ciències socials menor de 40 anys, en reconeixement de la seva contribució a la teoria i comprensió dels mecanismes d'interacció social.